# Stara plinara
Stara plinara je povijesna zgrada u gradu Bjelovaru, koja je služila za opskrbu grada plinom sve do preseljenja plinare na današnju adresu u Poslovnoj zoni Istok. U krugu plinare se nalazi svaštarnica ili takozvani, bjelovarski buvljak.